# 塞尔维亚道路公司
塞尔维亚道路公司是东南欧国家塞尔维亚负责管辖全国境内所有公路的一个国有企业。

## 管辖范围
负责公路的维修，保护，利用，开发和管理。此外也被政府安排并执行有关国道交通建设，翻新和管理的专业工作。

## 公司结构
- 总经理办公室
- 战略设计和开发部门
- 投资部门
- 交通信息管理部门
- 收费部门
- 法律，人事和总务部
- 经济，金融和商业事务部门

## 资料来源
- 塞尔维亚公共道路法

## 官方链接
- 塞尔维亚道路公司官方网站 （页面存档备份，存于）